# 최윤정 (패션 디자이너)
최윤정(1974년~)은 미누파탈의 설립자이자 수석 디자이너이다. 1974년 대한민국 대구에서 출생하였다. 1997년 MBC 26기 공채 탤런트로 입사하여 드라마 그대 그리고 나, 사랑과 성공, 진실, 마지막 전쟁, 가을에 만난 남자, 베스트 극장, 인어아가씨, 앞집여자 등에 출연하였다. 또한 영화 선생 김봉두에도 출연하였고, LG텔레콤, 한국P&G, PCCW, 여성가족부 등의 CF 모델로도 활동하였다. 2013년 최정아와 함께 20~30대 여성을 타겟으로 하는 디자이너 브랜드 미누파탈을 설립하였다.